# ماریا روت
ماریا روت (انگلیسی: Maria Rooth؛ زادهٔ ۲ نوامبر ۱۹۷۹) بازیکن هاکی روی یخ اهل سوئد است.